# El Pedregal de Guadalupe Hidalgo
El Pedregal de Guadalupe Hidalgo är en ort i kommunen Ocoyoacac i delstaten Mexiko i Mexiko. Samhället hade 5 800 invånare vid folkräkningen år 2020.